# أبو العباس القلقشندي
أبو العباس القَلْقَشَنْدِيّ (756 هـ / 1355م - 821 هـ /1418م)، شهاب الدين أحمد بن علي بن أحمد القلقشندي ثم القاهري
الفزاري نسبة إلى قبيلة فزارة الغطفانية العربية، مؤرخ، وأديب، ومؤلف صبح الأعشى.

## أسمه ونسبه
هو شهاب الدين أحمد بن علي بن أحمد القلقشندي ثم القاهري الفزاري نسبةً إلى قبيلة فزارة الغطفانية العربية، وقيل شهاب الدين أبو العباس أحمد بن عبد الله بن أحمد بن عبد الله بن سليمان بن إسماعيل القلقشندي المصري الشافعي الشهير بابن غدة.

## حياته
ولد في قرية قلقشندة بمحافظة القليوبية مصر سنة (756هـ/ 1355م)،  ودرس في القاهرة والإسكندرية، وبرع في الأدب والفقه الشافعي، وذاع صيته في البلاغة والإنشاء، مما لفت إليه أنظار رجال البلاط المملوكي، فالتحق بديوان الإنشاء في عهد السلطان الظاهر برقوق سنة (791هـ)، واستمر فيه حتى نهاية عهد برقوق، أي حوالي عام (801هـ)، كما تشير بعض المصادر إلى أنه تولى منصب نائب الحاكم لمدة سنتين.
مع مطلع القرن التاسع الهجري خطرت للقلقشندي فكرة وضع موسوعته الضخمة صبح الأعشى في صناعة الإنشا، الذي بدأ في تأليفه سنة (805هـ)، وفرغ منه في شوال سنة (814هـ). وقضى القلقشندي أيامه الأخيرة في عزلة عن المناصب العامة، بيد أنه ظل محتفظًا بمكانة رفيعة في البلاط المملوكي. حتى توفي في في مصر سنة (821هـ) وله من العمر خمس وستين سنة.

## صبح الأعشى
رتب القلقشندي مؤلفه الضخم على مقدمة وعشر مقالات:
- المقدمة: تناول فيها المسائل التمهيدية، كفضل الكتابة، وصفات الكتاب وأدابهم، وتاريخ الإنشاء، وتطور فنه عبر العصور، وفضل النثر على النظم، والتعريف بديوان الإنشاء وقوانينه،
- المقالة الأولى: يتناول فيها دراسات الكاتب اللغوية والأدبية لكي يستطيع إتقان عمله في ديوان الإنشاء من وضع الكتب والرسائل وما شابه، كذلك معلومات مهمة عن أنواع الأوراق والأحبار، ونبذة عن الخط العربي.
- المقالة الثانية: وهي فصل جغرافي عن المسالك والممالك وتنظيمها منذ ظهور الإسلام في ديار الإسلام، وفيه تفصيل خاص لشئون الديار المصرية وما يتبعها.
- المقالة الثالثة: وهي تفصيل واف لترتيب المكاتبات وأنواع الرسائل وأنواع المراسيم وأقلام الترجمة.
- المقالة الرابعة: وهي أهم مقالات الكتاب، وفيها فهرسة مطولة للملوك والسلاطين والأمراء والعلماء والمتصوفة والقضاة وأمراء الجيوش، وذكر لألقابهم وشروحها، واستعراض للعديد من رسائل ديوان الإنشاء المملوكي.
- المقالة الخامسة: تتناول مسألة الولايات وتنظيمها وطبقاتها من الخلافة والسلطنة والإمارة وأنواع البيعات.
- المقالة السادسة: يتحدث فيها عن الوصايا الدينية والمسامحات وتصاريح الخدمة السلطانية والمقابلات.
- المقالة السابعة: عن الإقطاعات وأنواعها وأصلها ونشأتها.
- المقالة الثامنة: عن الأيمان وأنواعها منذ الجاهلية، ثم الدولة الإسلامية.
- المقالة التاسعة: يتحدث عن عهود الأمان وعقدها لأهل الكفر وما يتعلق منها بأهل الذمة، والهدن وأنواعها.
- المقالة العاشرة: يعرض نماذج من الرسائل الملوكية في المديح والفخر والصيد وغيرها من أمور الملوك، ثم يتحدث عن تاريخ البريد في مصر والشام، وعن الحمام الزاجل واستخداماته وأبراجه ومطاراته.

هذا عرض موجز لصبح الأعشى الذي يشهد لمؤلفه برفيع المكانة بين طبقات المؤرخين والأدباء المسلمين في كل العصور.

## مؤلفات أخرى له
- مآثر الإنافة في معرفة الخلافة.
- صبح الأعشى
- نهاية الأرب في معرفة أنساب العرب.
- قلائد الجمان في معرفة عرب الزمان، وهذان الكتابان في الأنساب.
- له مختصر لصبح الأعشى عنوانه: ضوء الصبح المسفر، وجنى الدوح المثمر.
- له في الفقه الشافعي كتاب: الغيوث الهوامع في شرح جامع المختصرات ومختصرات الجوامع